# لويس كلاين
لويس كلاين (بالفرنسية: Dominique-Louis-Antoine Klein )‏ (و. 1761 – 1845 م) هو سياسي، وعسكري، من فرنسا، ويحمل رتبة عسكرية divisional general، توفي في باريس، عن عمر يناهز 84 عاماً.

## مناصب
تولى منصب Pair of France ‏، وmember of the Chamber of Peers ‏، وmember of the Sénat conservateur ‏.

## جوائز
حصل على جوائز منها:
- وسام الصليب الأكبر من وسام جوقة الشرف
- فارس الوسام الملكي والعسكري في سانت لويس
- أسماء منقوشة تحت قوس النصر بباريس.